# Sludge
Sludge es un personaje ficticio del universo de los Transformers. Es miembro de los Autobots del cuerpo de los Dinobots, liderados por Grimlock.

## Historia
Sludge es el segundo Dinobot más fuerte del grupo siempre fiel y siguiendo las decisiones de su líder Grimlock, Sludge es hasta cierto punto carece de inteligencia pero es el muy inocente entre todos los Dinobots, pero en la lucha es muy perseverante le gusta mucho hacer notar su fuerza física entre los Dinobots posee una fuerza impresionante en la cola en su modo alterno de Brontosaurio y un gran fuego que proviene de su boca en su modo alterno, cuenta que él fue creado junto con Grimlock y Slag por Wheeljack y Ratchet cuando los Autobots accidentalmente descubrieron un lugar lleno de Dinosaurios Optimus Prime junto con Spike fue a conocer un museo de Dinosaurios fósiles, Optimus Prime y los Autobots se quedaron asombrados al ver su tamaño y fuerza de esas criaturas pre-históricas, a Wheeljack se le ocurrió construirlos colocándoles una fuerte aleación de metal, al comienzo se crearon 3, los Dinobots al principio eran muy peligrosos carecían de cerebro lo cual destruyeron parte del Arca hiriendo a varios Autobots en ese momento Optimus Prime le ordena a Wheeljack desactivarlos, cuando los Autobots intentaron detener a los Decepticons ellos los tomaron de rehenes y en ese momento iban a ser ejecutados, ya que aparece Bumblebee espiando el área decide regresar al Arca y Wheeljack reactiva a los Dinobots poniéndoles un upgrade cerebral a cada uno de los 3 dejando de ser peligrosos eran bastante torpes, aunque extremadamente fuertes, en ese momento Bumblebee, Wheeljack junto con los Dinobots salieron a rescatar a sus compañeros Autobots al final los Dinobots humillaron a los Decepticons.
Luego Sludge junto con su líder y su otro compañero Slag se habían revelado contra los Autobots, por influencias de Megatron aunque después de todo esto volvieron a las filas de los Autobots debido a que Optimus Prime rescató a Grimlock de una explosión, Swoop y Snarl se unieron en las filas de los Dinobots.
Cuando la situación se complica con los Autobots simples y ver como los Decepticons les van tomando la delantera en las batallas siempre el y sus compañeros aparecen como un escuadrón élite de comando, en un episodio de 2 partes Las Isla de los Dinobots se vee que el y sus compañeros encuentran un nuevo hogar en una isla perdida en donde habitaban muchos Dinosaurios Orgánicos en donde Megatron noto una cantidad de Energon en dicha isla decide invadirla pero los Dinobots fueron a enfrentarlos, pero Megatron utilizó a los Dinosaurios reales en contra de los Dinobots, cayendo a un lago de petróleo dejándolos casi fuera de línea, los Decepticons creyeron que ya acabaron con los Dinobots, Sludge con la ayuda de Grimlock se libera junto con sus compañeros y en venganza deciden crear un ejército de dinosaurios, domando a los Dinosaurios de la isla y usarlos para acabar con Megatron quien este les invadió su territorio.
Su rol más destacado fue en El Abandono de los Dinobots otro episodio de 2 partes en el que debido a que los Autobots y los Decepticons establecidos en la tierra dejan de funcionar por la falta del Cybertronium componente que fue erradicándose debido a la atmósfera, a los Dinobots no les afecta porque fueron creados en la Tierra desafortunadamente en los Autobots, Grimlock se rebeló contra Optimus Prime y ya no quería ayudar, Sludge siguiendo las órdenes de su amo querían dominar a los Autobot ellos son enviados a Cybertron y fueron secuestrados por Shockwave y sus drones Centinelas, Swoop pudo escapar ya que era el único que podía volar fueron esclavizados y reprogramados para traer el mineral a la tierra para los Decepticons, y es que a diferencia de sus hermanos, al final Sludge y sus compañeros Dinobots fue rescatado y reprogramado normalmente gracias a Spike y Carly y derrotan a los Centinelas y a Shockwave y traen el Cybertronium a la tierra para salvar a sus compañeros Autobots.

### Año 2005
Es el año 2005, los Decepticons toman el control en Cybertron casi por completo, en una nave Autobot la cual es robada por ellos mismos, los Decepticons destruyen Ciudad Autobot, la batalla es encarnizada y los Autobots son superados en número y fuerzas por los Decepticons, Sludge aparece aplastado de manera cómica por Devastator quien logra ser derrotado por su compañero Slag, en dicha batalla mueren heroicamente Brawn, Windcharger, Prowl, Ironhide, sus creadores Ratchet, Wheeljack y su líder Optimus Prime.

#### Tercera temporada
Sludge junto con sus compañeros en esta temporada son más cómicos en un rol importante de esta temporada Sludge lo ayuda a su Líder Grimlock quien es llamado por Primeacron pidiendo a Sky Lynx, Trypticon, Los Predacons, entre otros como los simbióticos de Blaster y Soundwave formando un grupo de Animales  ya que tenían que aliarse entre Autobots y Decepticons, llamándose así "Los Primitives" su misión era la de luchar contra un monstruo demasiado poderoso llamado Tornatron, al final dicho monstruo fue derrotado por Grimlock y así logró salvar el Universo.

## Transformers Animated
Sludge nunca salió en Transformers Animated más en línea de juguetes si, por falta de tiempo la Hasbro decidió finalizar la serie lo cual el iba a salir como un miembro más de los Dinobots formando al Gestalt Dinotitan.